# Alois Kareš
Alois Kareš (9. června 1822 Vamberk – 13. července 1885 Terst) byl obchodník, vystěhovalecký agent (společník proslulé přepravní společnosti Kareš & Stocký se sídlem v Brémách), vlastenec a mecenáš.

## Životopis
Narodil se v rodině koželužského mistra a obchodníka s kůžemi Františka Kareše (1783–1832) a Josefy Karešové, rozené Holoubkové (1785–1854). Jeho starší bratr František Kareš (1812–1871) byl obchodníkem a později prvním starostou Vamberka, který se významnou měrou zasloužil o rozvoj města.
Vyučil se kupcem a získal i tkalcovské dovednosti. Roku 1842 se oženil s dcerou vamberského mlynáře Kateřinou Müllerovou (1823–1871). V letech 1847 až 1849 pracoval jako umělecký tkadlec a provozoval tkalcovskou dílnu ve městě Modra v tehdejších Horních Uhrách. Byl také důstojníkem uherské národní gardy a po porážce maďarské revoluce na něho byl vydán zatykač kvůli jeho radikálnímu smýšlení a protože se postavil se zbraní proti císařskému vojsku. Nějakou dobu se pak skrýval v Budapešti a Praze.

### Vystěhovalecký agent
Po návratu do Vamberka byl ve spojení s politicky podezřelými osobami (novinářem Janem Ohéralem a lékařem Františkem Cyrilem Kampelíkem) a pomáhal vystěhovalcům se zajišťováním potřebných podkladů pro cestování do Ameriky z Hamburku nebo Brém, resp. z přístavu Bremerhaven. Udržoval korespondenci s hamburskou firmou Rübke & Woellmer. V roce 1855 odjel do Hamburku a následujícího roku se přestěhoval do Brém. Zde spolupracoval postupně se zámořskými dopravci Friedrichem Wilhelmem Bödekerem mladším, Hermannem Dauelsbergem a Karlem Christianem Beyerem.

Roku 1870 založil v Brémách na Bahnhofstrasse č. 29 českou přepravní firmu Kareš & Stocký (Karesch & Stotzky), a to se svým společníkem Petrem Augustinem Stockým (1831–1892), synem punčochářského mistra ze Strakonic. V roce 1875 zřídili pobočku i ve Vídni. Firma poskytovala zájemcům informace o cestě, lodích, cenách, ale i místech v Americe osídlených Čechy a Moravany a zajišťovala obstarání přeplavního lístku. Vyřizovala také papírovou agendu, zajišťovala nocleh a stravu v Brémách a nabízela výměnu rakouských peněz za německé a americké. 

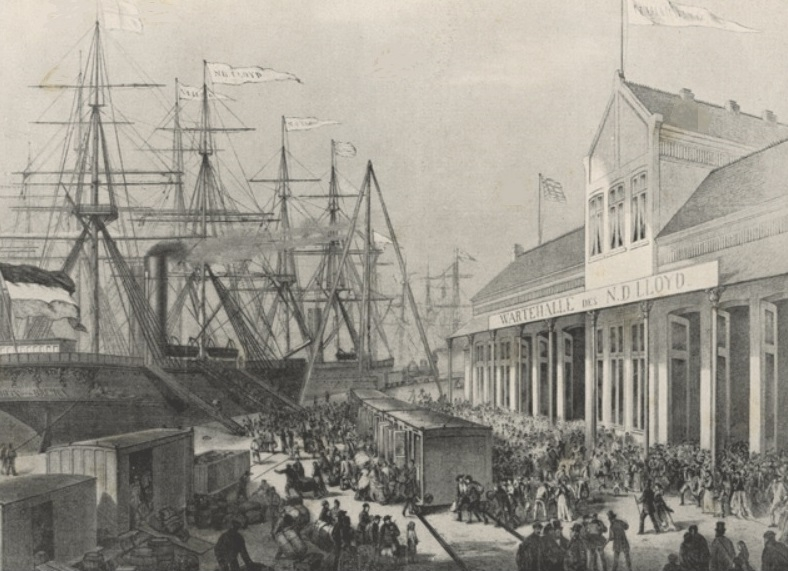
Příprava na odjezd lodi z přístavu Bremerhaven v roce 1871

Klienty Aloise Kareše a jeho firmy Kareš & Stocký, která působila v Brémách až do roku 1925, byly desítky tisíc osob, mezi nimi i osobnosti veřejného života, například Alois Libor Šlesinger, Karel Jonáš, Josef Václav Sládek, Václav Šnajdr, August Geringer, František Matouš Klácel, Tomáš Čapek, Antonín Dvořák, Josef Kořenský, Antonín Frič, Alberto Vojtěch Frič nebo kněží, kteří se v nové vlasti stávali vystěhovalcům duchovní oporou. Karešových služeb zvažovali využít také Božena Němcová, Josef Václav Frič a Jan Neruda.
Jeho záměrem bylo založit v Americe českou kolonii, vzdálenou od rakouského absolutismu, a upevňovat mezi americkými Čechy národní kulturní život. K rozvoji kultury mezi přistěhovaleckou komunitou přispěl také tím, že do Ameriky expedoval tisíce českých knih a časopisů.

### Podporovatel a mecenáš
Jeho přáteli byli Josef Richard Vilímek, Bernard Janeček, Jan Bárta Letovský, Vojta Náprstek, Josef Václav Frič, Jan Borecký, František Brodský nebo Josef Štolba. Byl znám nejen jako spolehlivý a vyhledávaný vystěhovalecký agent, ale také jako štědrý podporovatel bezpočtu českých a moravských spolků, novin, muzeí, divadel, škol nebo nemocnic. Zasílal příspěvky pro občany postižené povodněmi nebo požáry i na stavby pomníků osobností národních dějin: Jana Husa, Jeronýma Pražského, Jana Žižky, Karla Havlíčka Borovského nebo Boženy Němcové.
Byl čestným členem zahraničních spolků: Slovanského politického spolku v okresech Linn a Johnson ve státě Iowa ("za služby, jež prokázal svým rodákům při stěhování do Ameriky a za péči o jejich další materiální a duševní blahobyt“), Českoslovanského čtenářského spolku Vlastimil v Drážďanech, Českoslovanského spolku Husité v Brémách a Českoslovanského spolku Václav v Lipsku. Byl také zakládajícím nebo čestným členem řady spolků v Čechách a na Moravě: spolku Lidumil, Umělecké besedy, Českého klubu přírodovědeckého, Jednoty českých matematiků v Praze, Akademického čtenářského spolku, Spolku pro podporování vdov a sirotků po učitelích na školách obecných a měšťanských v Čechách, Matice školské v Olomouci, Matice školské v Českých Budějovicích nebo Ústřední matice školské.
V roce 1872 mu bylo uděleno čestné měšťanství města Vamberka „za všecky jeho snahy a působení ke blahu a k ulehčení chudobou stižené obce Vamberka“.
Zemřel náhle v jednom z předních hotelů v Terstu, tehdy nejdůležitějším přístavním městě rakousko-uherské monarchie. Pohřben byl do rodinné hrobky ve Vamberku.

### Ze vzpomínek současníků
„Myslím, kdyby každý Čech, který výtečnému našinci, p. Aloisovi Karešovi, společníku vystěhovalecké agentury Kareš a Stocký v Brémách, vděčností byl a jest zavázán, usednuv si vypsal, co o něm ví, jakých s ním zkušeností učinil a co dobrého mu od něho bylo prokázáno, že by z těchto upřímných svědectví nejen úplný, nejvěrnější a nejskvělejší byl životopis, nýbrž celá objemná, vpravdě monumentální bibliotéka, nejvhodnější pomník, povrchně vždy klidného, ano všedního, nikdy okázalého, ale vskutku vždy neunavně k dobru pracujícího, zásluhy a též strastiplného života.“ (Josef Václav Frič)
„Chceme-li jedním slovem charakterisovati význam Karešův, musíme říci: jeho jmeno vykvetlo z českosti jeho. Nebylo snad uvědomělého Čecha, který by nebyl znal jmena Karešova, - nebyloť také jediného podniku vlasteneckého a jediné důležitosti české, aby byl Kareš neosvědčil při ní obětovnou vlasteneckou ochotu svoji. On nežil mezi námi, sídlil daleko mimo Čechy, a přece jmeno jeho četlo se stále v časopisech českých a vždy mezi těmi, kteří v našich záležitostech byli nejčinnějšími. Kareš měl onen rodinný smysl, jejž bychom každému Čechu přáli: miloval svou vlast, miloval své rodiště a osvědčoval svou přízeň každému Čechu, s nímž kdy co činiti měl.“ (Jan Neruda)
„…Byl rodák vamberecký, čestný měšťan zdejší, čestný člen mnoha vlasteneckých jednot a humanních spolků, byl známý a štědrý lidumil. … Jakožto správce kanceláře paroplavební společnosti zejména svým krajanům, českým vystěhovalcům, býval vždy upřímným rádcem a příznivcem. Byl muž práce, důvtipný, podnikavý, jenž vlastní přičinlivostí vyšinuv se na stupeň zámožnosti, ve své obdivuhodné obětavosti vždy pamětliv byl duševních potřeb svého národa, k nimžto z majetku svého vydatně přispíval. Jakkoliv v cizině žil, duch i srdce jeho zůstali vždy úzce spojeni s vlastí a národem jeho s rodnou jeho zemí, s rodným jeho městem. ... Nebyl učencem, nebyl spisovatelem, nebyl básníkem, který sličné vavříny otáčí sobě kolem skrání, byl však vzorem člověka povahy ryzé, ode všech současníků, kteří jej poznali, obecně ctěný, byl mužem – karakterem, společenskou jemností a uhlazeností vynikajícím, byl pravým lidumilem, otvíraje prosícím štědře ruku svou, byl vzorem vlastimila, byl věrným a vděčným synem svého národa, k němuž všude i v cizině s chloubou se hlásil, z jehož každého úspěchu se těšil, jehož každý vlastenecký chvály hodný podnik hojně podporoval. Slovem, byl pravý vlastenec, národovec, byl Čech v tom krásném, v tom záslužném smyslu slova, nose vlast i potřeby, tužby i blaho její vždy ve svém věrném srdci, ačkoliv žil vzdálen domova svého…“ (Jan Urban, farář ve Vamberku)